# Fullajtár (heraldika)
A régi fullajtár kifejezés eredetileg olyan kikiáltóra vonatkozott, aki ura előtt járt vagy lovagolt. A szónak királyi követ jelentése is volt. Ez a német "Vorreiter" (előlovas) szóból származik. Hasonló kifejezések léteznek a régi szerb-horvátban, a csehben, szlovákban, lengyelben, oroszban, melyek részben magyar közvetítéssel jutottak ezen nyelvekbe.
A heraldikával kapcsolatban a címerekkel foglalkozó tisztviselők alsó rétegére alkalmazható összefoglaló elnevezés. A heroldok előtt haladó futárok, szolgák voltak. Csak kevés forrás áll rendelkezésre velük kapcsolatban. Színes, feltűnő öltözékben fogadták a vendégeket, intézték a meghívásukat, követi szolgálatot teljesítettek. A tornanagy (de:Turniervogt) mellett előkészítették és felügyelték a harci játékokat. A torna végén dalban dicsőítették a küzdő felek tetteit.
Ide sorolható (kb. 1180-tól) a: 
- kikiáltó (fr: crogierare , kroijiraere, grôjeraere), a német "Fahrenden" nevű mutatványosok (Spielleute) egyik rétege. Kikiáltók voltak akik a lovagi tornákon bejelentették a küzdő feleket és jutalom fejében dicsőítették a vitézségüket. (Magyarul talán az igric kifejezés lenne a leghelytállóbb rájuk nézve). Először a minnesängerek említik őket. Valamivel felettük álltak a:
- küldöncök (garciones, de: Garzun, fr: garçon). A németben ugyancsak a 'vándornépség' ("Fahrenden") közé tartoztak és nem rendelkeztek kiváltságokkal. Magyarul gyalogkövetnek, talpas követnek, küldöncnek nevezhetjük őket. Egyszerű segédek voltak a lovagi tornákon.

A kikiáltók (crogieraire) és a küldöncök (Garzun) szoros szolgálati viszonyban álltak urukkal szemben. Pontos különbséget nehéz köztük tenni. Hivatali jelvényük az elefántcsont-pálca volt és a későbbi heroldokhoz hasonló feladataik voltak. Köztük és a mutatványosok közt sem volt semmilyen említésre méltó különbség. Hivataluk anyagi haszonnal járt számukra. Például a tornákon nekik kellett átadni a legyőzött ruháját és lovait. A 13. század végén már csak szórványosan szerepelnek. Helyüket a (címer)apródok vették át. Magyarországon azonban az ő utódaiknak tekinthetők a fullajtárok, trombitások és dobosok a főurak kíséretében.